# Campionat de Catalunya d'atletisme
El Campionat de Catalunya d'atletisme absolut a l'aire lliure és la màxima competició atlètica que es disputa a Catalunya. És organitzada per la Federació Catalana d'Atletisme, i es disputa des de l'any 1916 en categoria masculina i des de 1931 en categoria femenina.

## Proves disputades
| Proves                 | Inici | Inici |
| Proves                 | Masc. | Fem.  |
| ---------------------- | ----- | ----- |
| 100 metres llisos      | 1916  | 1931  |
| 200 metres llisos      | 1916  | 1932  |
| 400 metres llisos      | 1916  | 1932  |
| 800 metres llisos      | 1916  | 1931  |
| 1.500 metres llisos    | 1916  | 1969  |
| 5.000 metres llisos    | 1916  | 1972  |
| 10.000 metres llisos   | 1924  | 1988  |
| 100-110 metres tanques | 1916  | 1932  |

| Proves                 | Inici | Inici |
| Proves                 | Masc. | Fem.  |
| ---------------------- | ----- | ----- |
| 400 metres tanques     | 1925  | 1977  |
| 3.000 metres obstacles | 1930  | 2002  |
| Salt d'alçada          | 1916  | 1931  |
| Salt de perxa          | 1916  | 1994  |
| Salt de llargada       | 1916  | 1931  |
| Triple salt            | 1916  | 1990  |
| Llançament de pes      | 1916  | 1931  |
| Llançament de disc     | 1916  | 1931  |

| Proves                 | Inici | Inici |
| Proves                 | Masc. | Fem.  |
| ---------------------- | ----- | ----- |
| Llançament de javelina | 1916  | 1931  |
| Llançament de martell  | 1919  | 1993  |
| Marxa atlètica         | 1918  | 1981  |
| 4x100 metres llisos    | 1923  | 1931  |
| 4x400 metres llisos    | 1923  | 1969  |
| Decatló                | 1931  | N/D   |
| Pentatló / Heptatló    | N/D   | 1966  |
| De Clubs               | 1944  | 1965  |

## Edicions
Font:
| Edició   | Any  | Dates                                            | Ciutat                 | Escenari                                 | refs              |
| -------- | ---- | ------------------------------------------------ | ---------------------- | ---------------------------------------- | ----------------- |
| I        | 1916 | 13, 20 i 27 agost                                | Barcelona              | SS Pompeia i Camp de Muntaner            | [ 1 ] [ 2 ]       |
| II       | 1917 | 10 i 17 juny                                     | Barcelona              | Camp de Muntaner i SS Pompeia            | [ 1 ] [ 3 ]       |
| III      | 1918 | 22 i 24 setembre                                 | Barcelona              | Camp de Muntaner i FC Espanya            | [ 1 ] [ 4 ]       |
| IV       | 1919 | 24 setembre i 5 octubre                          | Barcelona              | Camp de Muntaner i FC Martinenc          | [ 1 ] [ 5 ] [ 6 ] |
| V        | 1920 | 20 juny                                          | Lleida                 | Joventut Republicana                     | [ 1 ] [ 7 ]       |
| -        | 1921 | No es disputà (Crisi Federativa)                 | -                      | -                                        | [ 1 ]             |
| -        | 1922 | No es disputà (Crisi Federativa)                 | -                      | -                                        | [ 1 ]             |
| VI       | 1923 | 5 agost                                          | Barcelona              | Camp del carrer Indústria                | [ 1 ] [ 8 ]       |
| VII      | 1924 | 4 maig                                           | Barcelona              | Camp del carrer Indústria                | [ 1 ] [ 9 ]       |
| VIII     | 1925 | 5 juliol                                         | Tarragona              | Club Gimnàstic de Tarragona              | [ 1 ]             |
| IX       | 1926 | 4 juliol                                         | Girona                 | UD Girona                                | [ 1 ]             |
| X        | 1927 | 25 setembre                                      | Terrassa               | FC Terrassa                              | [ 1 ]             |
| XI       | 1928 | 10 i 17 juny                                     | Sabadell               | Centre d'Esports                         | [ 1 ]             |
| XII      | 1929 | 29 setembre                                      | Tarragona              | Club Gimnàstic de Tarragona              | [ 1 ]             |
| XIII     | 1930 | 19 i 26 juny                                     | Barcelona              | Estadi Municipal de Montjuïc             | [ 1 ]             |
| XIV      | 1931 | 29 juny / 6 juliol (homes) / 27 setembre (dones) | Barcelona              | Estadi Municipal de Montjuïc             | [ 1 ]             |
| XV       | 1932 | 26 juny / 10 juliol (homes) / 17 juliol (dones)  | Barcelona              | Estadi Municipal de Montjuïc             | [ 1 ]             |
| XVI      | 1933 | 2 i 9 juliol (homes) / 20 agost (dones)          | Barcelona / Sant Adrià | E. M. de Montjuïc / Camp del Badalona EC | [ 1 ]             |
| XVII     | 1934 | 1 i 8 juliol (homes) / 30 setembre (dones)       | Barcelona              | Estadi Municipal de Montjuïc             | [ 1 ]             |
| XVIII    | 1935 | 16 i 23 juny                                     | Barcelona              | Estadi Municipal de Montjuïc             | [ 1 ]             |
| XIX      | 1936 | 28 juny / 5 juliol                               | Barcelona              | Estadi Municipal de Montjuïc             | [ 1 ]             |
| -        | 1937 | No es disputà (Guerra Civil)                     | -                      | -                                        | [ 1 ]             |
| -        | 1938 | No es disputà (Guerra Civil)                     | -                      | -                                        | [ 1 ]             |
| -        | 1939 | No es disputà (Guerra Civil)                     | -                      | -                                        | [ 1 ]             |
| XX       | 1940 | 29 i 30 juny                                     | Barcelona              | Estadi Municipal de Montjuïc             | [ 1 ]             |
| XXI      | 1941 | 15 i 22 juny                                     | Barcelona              | Estadi Municipal de Montjuïc             | [ 1 ]             |
| XXII     | 1942 | 7 i 14 juny                                      | Barcelona              | Estadi Municipal de Montjuïc             | [ 1 ]             |
| XXIII    | 1943 | 20 i 27 juny                                     | Barcelona              | Estadi Municipal de Montjuïc             | [ 1 ]             |
| XXIV     | 1944 | 2 i 9 juliol                                     | Barcelona              | Estadi Municipal de Montjuïc             | [ 1 ]             |
| XXV      | 1945 | 17 juny / 8 juliol                               | Barcelona              | Estadi Municipal de Montjuïc             | [ 1 ]             |
| XXVI     | 1946 | 30 juny / 7 juliol                               | Barcelona              | Estadi Municipal de Montjuïc             | [ 1 ]             |
| XXVII    | 1947 | 15/29 juny / 6 juliol                            | Barcelona              | Estadi Municipal de Montjuïc             | [ 1 ]             |
| XXVIII   | 1948 | 13/20 i 27 juny                                  | Barcelona              | Estadi Municipal de Montjuïc             | [ 1 ]             |
| XXIX     | 1949 | 5/12 i 19 juny                                   | Barcelona              | Estadi Municipal de Montjuïc             | [ 1 ]             |
| XXX      | 1950 | 4/11 i 25 juny                                   | Barcelona              | Estadi Municipal de Montjuïc             | [ 1 ]             |
| XXXI     | 1951 | 1 i 8 juliol                                     | Barcelona              | Estadi Municipal de Montjuïc             | [ 1 ]             |
| XXXII    | 1952 | 22 i 29 juliol                                   | Barcelona              | Estadi Municipal de Montjuïc             | [ 1 ]             |
| XXXIII   | 1953 | 4 i 5 juliol                                     | Barcelona              | Estadi Municipal de Montjuïc             | [ 1 ]             |
| XXXIV    | 1954 | 11 i 25 juliol                                   | Barcelona              | Estadi Municipal de Montjuïc             | [ 1 ]             |
| XXXV     | 1955 | 19 i 26 juny                                     | Barcelona              | Estadi Municipal de Montjuïc             | [ 1 ]             |
| XXXVI    | 1956 | 29 juny / 15 juliol                              | Barcelona              | Estadi Municipal de Montjuïc             | [ 1 ]             |
| XXXVII   | 1957 | 20 i 23 juny                                     | Barcelona              | Estadi Municipal de Montjuïc             | [ 1 ]             |
| XXXVIII  | 1958 | 8 i 15 juny                                      | Barcelona              | Estadi Municipal de Montjuïc             | [ 1 ]             |
| XXXIX    | 1959 | 28 i 29 juny                                     | Barcelona              | Estadi Municipal de Montjuïc             | [ 1 ]             |
| XL       | 1960 | 5 i 6 juny                                       | Barcelona              | Estadi Municipal de Montjuïc             | [ 1 ]             |
| XLI      | 1961 | 18 i 23 juliol                                   | Barcelona              | Estadi Municipal de Montjuïc             | [ 1 ]             |
| XLII     | 1962 | 11 i 12 agost                                    | Barcelona              | Estadi Municipal de Montjuïc             | [ 1 ]             |
| XLIII    | 1963 | 29 i 30 juny                                     | Barcelona              | Estadi Municipal de Montjuïc             | [ 1 ]             |
| XLIV     | 1964 | 25 i 26 juliol                                   | Barcelona              | Estadi Municipal de Montjuïc             | [ 1 ] [ 10 ]      |
| XLV      | 1965 | 22 i 29 agost                                    | Sabadell               | Estadi Municipal d'Atletisme             | [ 1 ]             |
| XLVI     | 1966 | 28 agost/ 3 setembre                             | Barcelona              | Estadi Municipal de Montjuïc             | [ 1 ]             |
| XLVII    | 1967 | 29 juny / 1-2 juliol                             | Sabadell               | Estadi Municipal d'Atletisme             | [ 1 ]             |
| XLVIII   | 1968 | 29 i 30 juny                                     | Barcelona              | Zona Universitària                       | [ 1 ]             |
| XLIX     | 1969 | 31 maig / 1 juny (homes) / 8 Juny (dones)        | Girona / Barcelona     | Estadi de la Devesa / E. M. de Montjuïc  | [ 1 ]             |
| L        | 1970 | 27 i 28 juny                                     | Barcelona              | Zona Universitària                       | [ 1 ]             |
| LI       | 1971 | 3 i 4 juliol                                     | Barcelona              | Zona Universitària                       | [ 1 ]             |
| LII      | 1972 | 22 i 23 juliol                                   | Barcelona              | Zona Universitària                       | [ 1 ]             |
| LIII     | 1973 | 29 juny / 1 juliol                               | Barcelona              | Zona Universitària<                      | [ 1 ]             |
| LIV      | 1974 | 6 i 7 juliol                                     | Barcelona              | Zona Universitària                       | [ 1 ]             |
| LV       | 1975 | 18 i 19 juliol                                   | Manresa                | Estadi del Congost                       | [ 1 ]             |
| LVI      | 1976 | 19 i 20 juny                                     | Barcelona              | Zona Universitària                       | [ 1 ]             |
| LVII     | 1977 | 25 i 26 juny                                     | Barcelona              | Zona Universitària                       | [ 1 ]             |
| LVIII    | 1978 | 17 i 18 juny                                     | Barcelona              | Estadi Joan Serrahima                    | [ 1 ]             |
| LIX      | 1979 | 14 i 15 juliol                                   | Barcelona              | Estadi Joan Serrahima                    | [ 1 ]             |
| LX       | 1980 | 25/26 i 27 juliol                                | Barcelona              | Estadi Joan Serrahima                    | [ 1 ]             |
| LXI      | 1981 | 27 i 28 juliol                                   | Barcelona              | Estadi Joan Serrahima                    | [ 1 ]             |
| LXII     | 1982 | 17 i 18 juliol                                   | Barcelona              | Estadi Joan Serrahima                    | [ 1 ]             |
| LXIII    | 1983 | 25 i 26 juny                                     | Granollers             | Estadi Municipal d'Atletisme             | [ 1 ]             |
| LXIV     | 1984 | 16 i 17 juny                                     | Barcelona              | Estadi Joan Serrahima                    | [ 1 ]             |
| LXV      | 1985 | 27 i 28 juliol                                   | Granollers             | Estadi Municipal d'Atletisme             | [ 1 ]             |
| LXVI     | 1986 | 19 i 20 juliol                                   | Barcelona              | Estadi Joan Serrahima                    | [ 1 ]             |
| LXVII    | 1987 | 18 i 19 juliol                                   | Barcelona              | Estadi Joan Serrahima                    | [ 1 ]             |
| LXVIII   | 1988 | 16 i 17 juliol                                   | Manresa                | Estadi del Congost                       | [ 1 ] [ 11 ]      |
| LXIX     | 1989 | 8 i 9 juliol                                     | Barcelona              | Estadi Joan Serrahima                    | [ 1 ] [ 12 ]      |
| LXX      | 1990 | 20-21 i 22 juliol                                | Barcelona              | Estadi Olímpic de Montjuïc               | [ 1 ]             |
| LXXI     | 1991 | 5-6 i 7 juliol                                   | Tarragona              | Estadi Municipal Camp Clar               | [ 1 ]             |
| LXXII    | 1992 | 12-13 i 14 juny                                  | Palafrugell            | Estadi Josep Plà Arbonés                 | [ 1 ]             |
| LXXIII   | 1993 | 30-31 juliol / 1 agost                           | Barcelona              | Estadi Joan Serrahima                    | [ 1 ]             |
| LXXIV    | 1994 | 29-30-31 juliol                                  | Barcelona              | Estadi Joan Serrahima                    | [ 1 ]             |
| LXXV     | 1995 | 28-29-30 juliol                                  | Barcelona              | Estadi Joan Serrahima                    | [ 1 ]             |
| LXXVI    | 1996 | 19-20-21 juliol                                  | Barcelona              | Estadi Olímpic de Montjuïc               | [ 1 ]             |
| LXXVII   | 1997 | 23-24 juny                                       | Tarragona              | Estadi Municipal Camp Clar               | [ 1 ]             |
| LXXVIII  | 1998 | 18-19 juliol                                     | Barcelona              | Estadi Joan Serrahima                    | [ 1 ]             |
| LXXIX    | 1999 | 3-4 juliol                                       | Barcelona              | Estadi Joan Serrahima                    | [ 1 ]             |
| LXXX     | 2000 | 12-13 agost                                      | Barcelona              | Estadi Joan Serrahima                    | [ 1 ]             |
| LXXXI    | 2001 | 7-8 juliol                                       | Girona                 | Estadi Palau Sacosta                     | [ 1 ]             |
| LXXXII   | 2002 | 29-30 juny                                       | Igualada               | Estadi Municipal d'Atletisme             | [ 1 ]             |
| LXXXIII  | 2003 | 19-20 juliol                                     | Vic                    | Estadi Municipal J.M. Pallàs             | [ 1 ]             |
| LXXXIV   | 2004 | 16-17 juliol                                     | Sabadell               | Estadi Josep Molins                      | [ 1 ]             |
| LXXXV    | 2005 | 18-19 juny                                       | Manresa                | Estadi d'El Congost                      | [ 1 ]             |
| LXXXVI   | 2006 | 10 juny                                          | Barcelona              | Estadi Olímpic de Montjuïc               | [ 1 ]             |
| LXXXVII  | 2007 | 2 juny                                           | Barcelona              | Estadi Olímpic de Montjuïc               | [ 1 ]             |
| LXXXVIII | 2008 | 1 juny                                           | Barcelona              | Estadi Joan Serrahima                    | [ 1 ]             |
| LXXXIX   | 2009 | 30 maig                                          | Palafrugell            | Estadi Josep Plà Arbonés                 | [ 1 ]             |
| XC       | 2010 | 6-7 juliol                                       | Mataró                 | Estadi Municipal                         | [ 1 ]             |
| XCI      | 2011 | 5 juny                                           | Mataró                 | Estadi Municipal                         | [ 1 ]             |
| XCII     | 2012 | 17-18 juliol                                     | Granollers             | Estadi Municipal                         | [ 1 ]             |
| XCIII    | 2013 | 2-3 juliol                                       | Mataró                 | Estadi Municipal                         | [ 1 ]             |
| XCIV     | 2014 | 31 maig                                          | Palafrugell            | Estadi Josep Plà Arbonés                 | [ 1 ]             |
| XCV      | 2015 | 7-8 juliol                                       | Barcelona              | Estadi Joan Serrahima                    | [ 1 ]             |
| XCVI     | 2016 | 29-30 juny                                       | Barcelona              | Estadi Joan Serrahima                    | [ 1 ]             |
| XCVII    | 2017 | 28-29 juny                                       | Barcelona              | Estadi Joan Serrahima                    | [ 1 ]             |
| XCVIII   | 2018 | 1 juliol                                         | Barcelona              | Estadi Joan Serrahima                    | [ 1 ]             |
| XCIX     | 2019 | 14 juliol                                        | Barcelona              | Estadi Joan Serrahima                    | [ 1 ]             |
| C        | 2020 | 11-12 octubre                                    | Igualada               | Estadi Municipal                         | [ 1 ]             |
| CI       | 2021 | 6 juny                                           | Igualada               | Estadi Municipal                         | [ 1 ]             |
| CII      | 2022 | 4 juny                                           | Tarragona              | Estadi Natalia Rodríguez                 | [ 1 ]             |
| CIII     | 2023 | 8-9 juliol                                       | L'Hospitalet           | Complex L'Hospitalet Nord                | [ 1 ] [ 13 ]      |
| CIV      | 2024 | 15-16 juny                                       | Manresa                | Estadi del Congost                       | [ 1 ]             |

1. 1 2 3 4 5  Les proves dels 10.000 metres llisos, els relleus (4x100 i 4x400) i les combinades (decatló, heptatló i pentatló) es disputaren en anys i seus diferents dels Campionats de Catalunya en algunes edicions.
2. ↑  Suspès per la pluja, només es van realitzar 3 proves: alçada sense embranzida, martell i llargada sense embranzida.
3. ↑  La marxa es disputà el 30 de juny a l'Estadi Serrahima.

## Altres Campionats de Catalunya
| Cros                 |
| -------------------- |
| Cros                 |
| Cros per equips      |
| Cros curt            |
| Cros curt per equips |

| Ruta                |
| ------------------- |
| 5 km en ruta        |
| 10 km en ruta       |
| Fons / Mitja Marató |
| Marató              |

| Marxa            |
| ---------------- |
| Marxa en ruta    |
| Marxa per equips |

| Pista coberta            |
| ------------------------ |
| Pista Coberta            |
| Pista Coberta per equips |